# Lundhagen
Lundhagen är en bebyggelse i Överenhörna socken i Södertälje kommun. År 2020 avgränsade SCB här en småort.